# Czesław Skowroński (lekkoatleta)
Czesław Skowroński (ur. 13 lutego 1910 w Warszawie, zm. 20 lutego 1984 w Olsztynie) – polski lekkoatleta, specjalizujący się w biegach średniodystansowych.
Po II wojnie światowej działacz lekkoatletyczny na Warmii i Mazurach, trener i sędzia lekkoatletyczny. Zmarł tragicznie.

## Osiągnięcia
- Mistrzostwa Polski seniorów w lekkoatletyce[2]
  - Królewska Huta 1931 – brązowy medal w sztafecie 4 × 400 m
  - Warszawa 1932 – brązowy medal w biegu na 1500 m
  - Warszawa 1934 – złoty medal w sztafecie 3 × 1000 m, srebrny medal w sztafecie 800+400+200+100 m
  - Łódź 1937 – brązowy medal w sztafecie 3 × 1000 m

- Halowe mistrzostwa Polski seniorów w lekkoatletyce[3]
  - Przemyśl 1937 – brązowy medal w sztafecie 3 × 800 m